# Ornans
Ornans is een gemeente in het Franse departement Doubs in regio Bourgogne-Franche-Comté. Ornans telde op 1 januari 2018 4.308 en is de hoofdplaats van het kanton van Ornans. Het ligt aan de Loue, ongeveer 25 km ten zuidoosten van Besançon.
Ornans is de geboorteplaats van de staatsman Nicolas Perrenot de Granvelle en de schilder Gustave Courbet (1819-1877). In het geboortehuis van Courbet is een aan hem gewijd museum gevestigd.

## Geografie
De oppervlakte van Ornans bedraagt 32,64 vierkante kilometer: de bevolkingsdichtheid is 132 inwoners per km² (per 1 januari 2019).
Op 1 januari 2016 werd de buurgemeente Bonnevaux-le-Prieuré opgeheven een aan Ornans toegevoegd. 
De onderstaande kaart toont de ligging van Ornans met de belangrijkste infrastructuur en aangrenzende gemeenten.

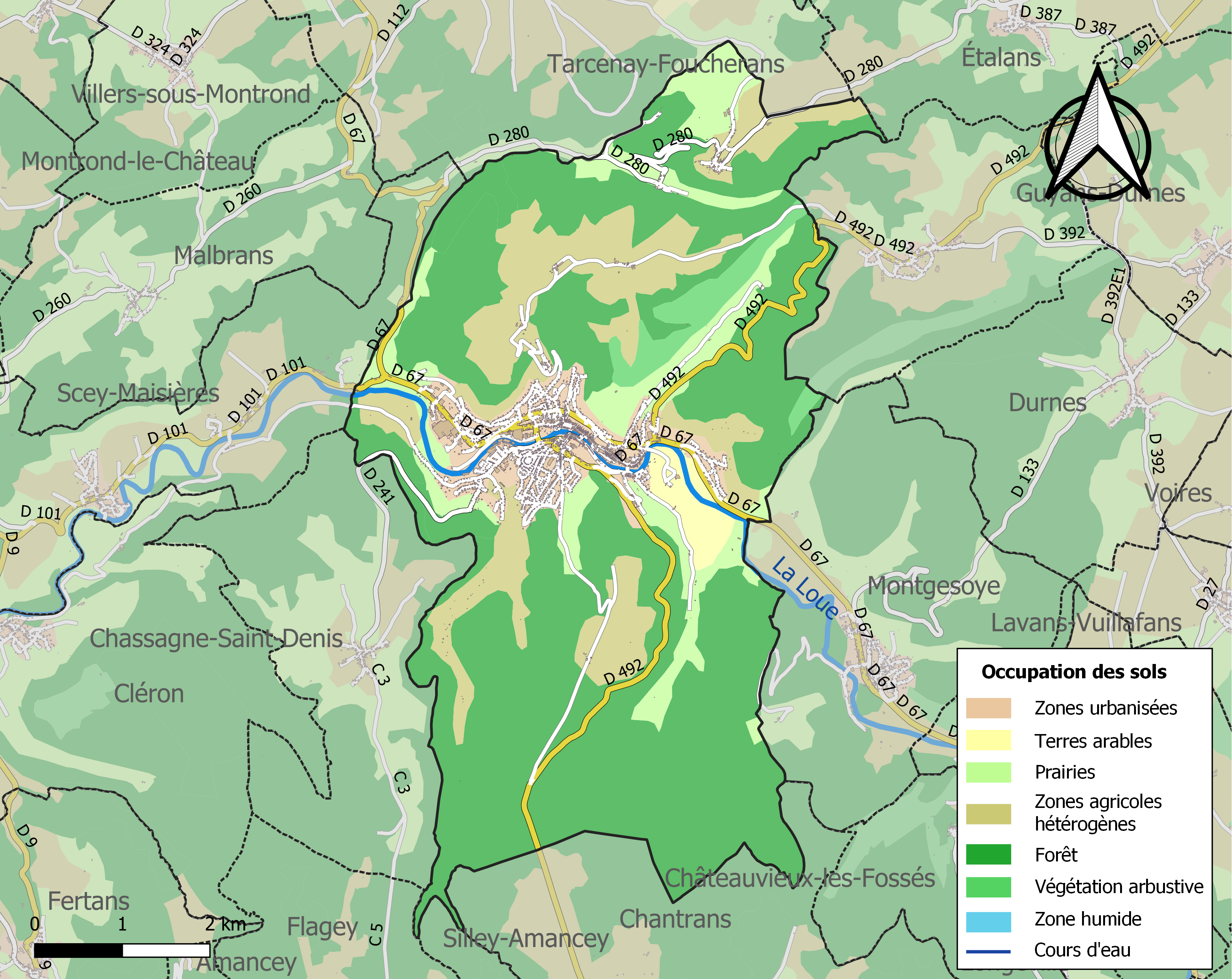

## Demografie
Onderstaande figuur toont het verloop van het inwoneraantal van Ornans vanaf 1962.
Bron: Frans bureau voor statistiek. Cijfers inwoneraantal volgens de definitie
 population sans doubles comptes (zie de gehanteerde definities)

## Geboren
- Nicolas Perrenot de Granvelle (1484-1550), staatsman.
- Gustave Courbet (1819-1877), kunstschilder

## Foto's en schilderijen

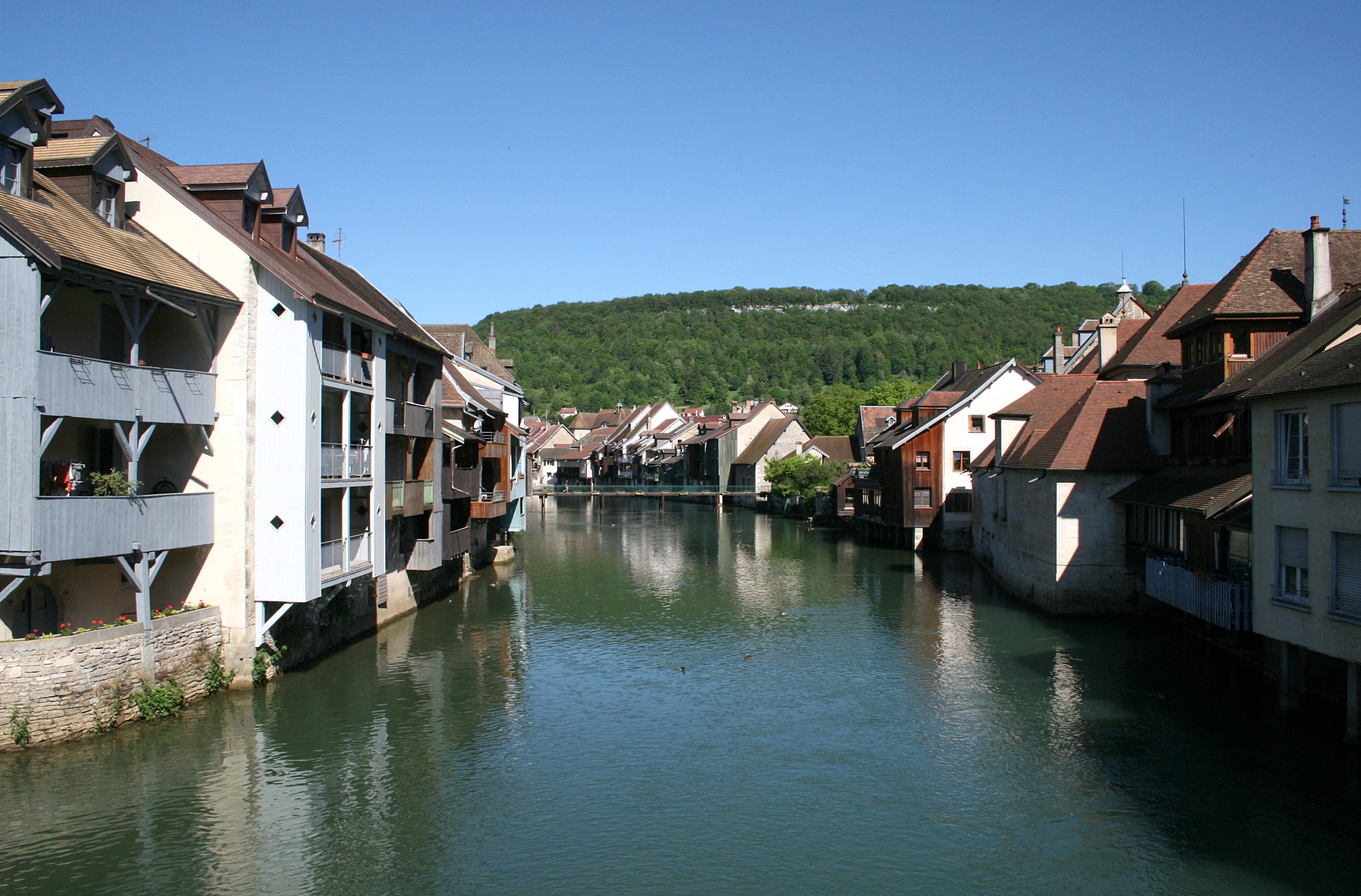
De Loue in Ornans
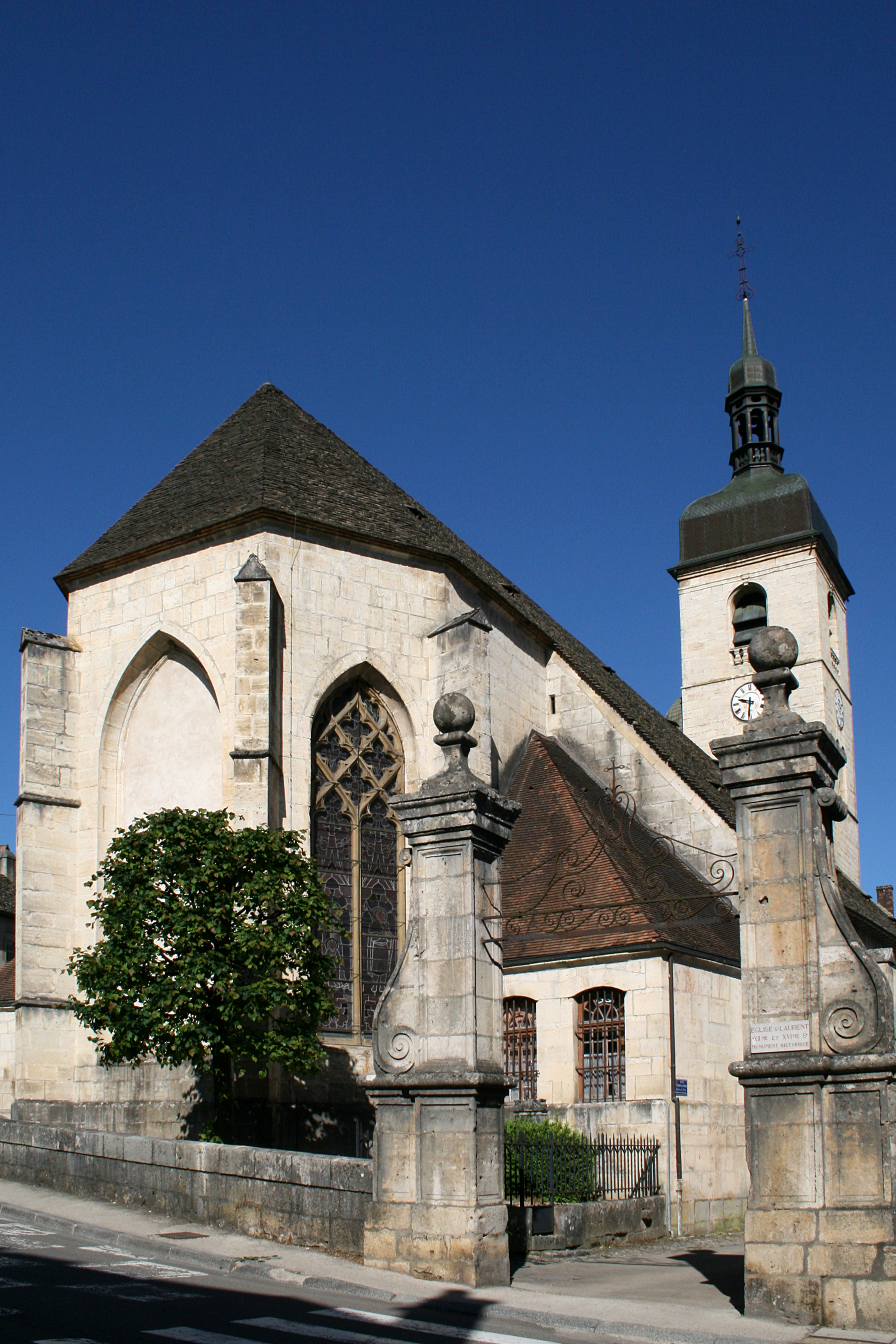
De kerk van Saint-Laurent
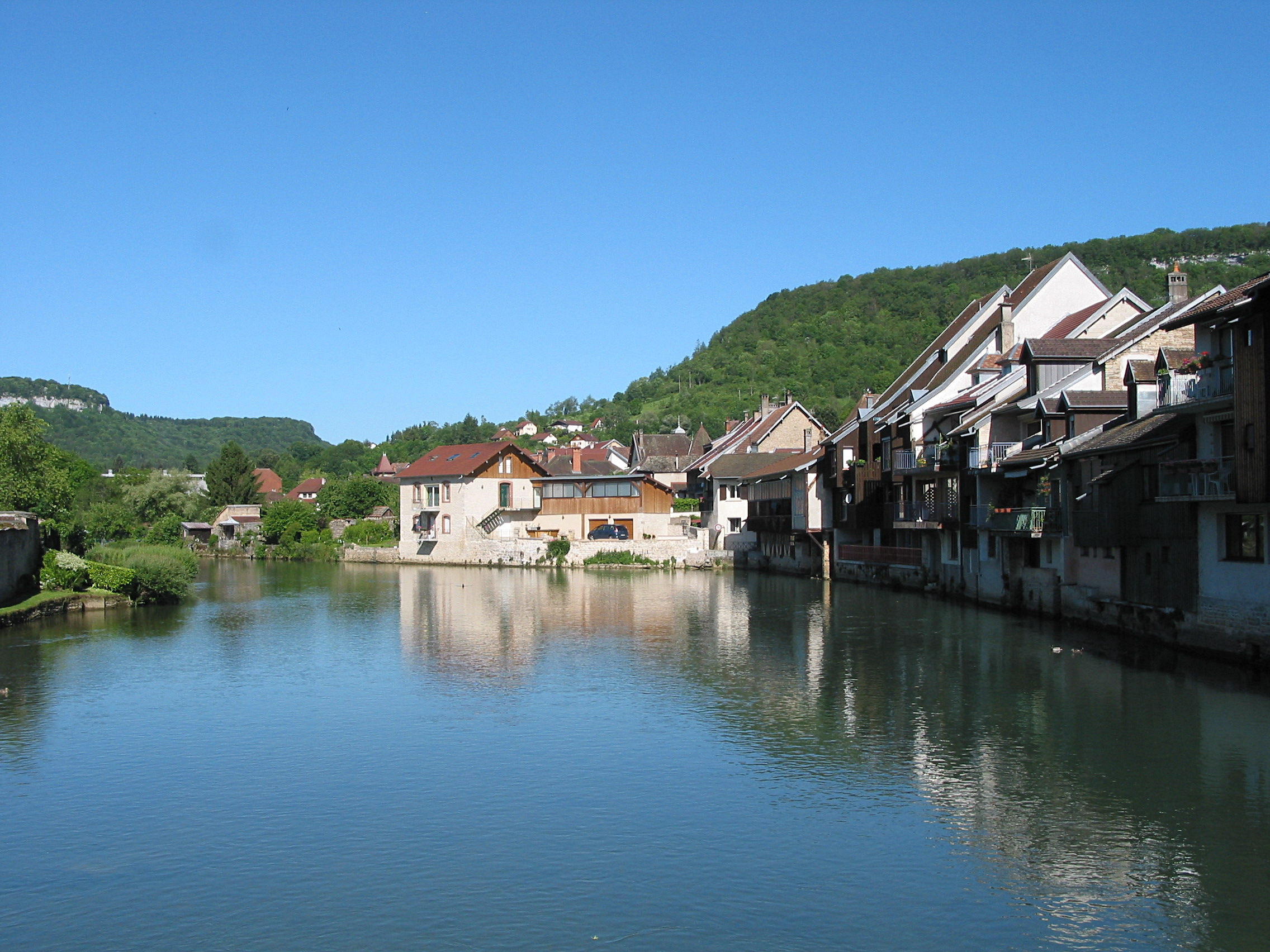
wijk langs de Loue
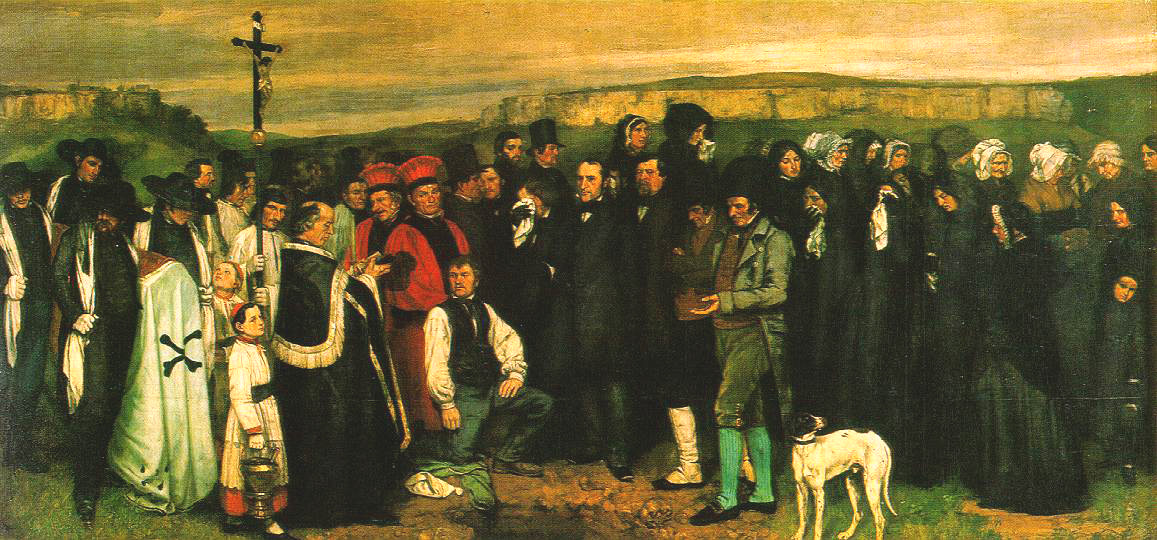
Gustave Courbet: Un enterrement à Ornans (1849)
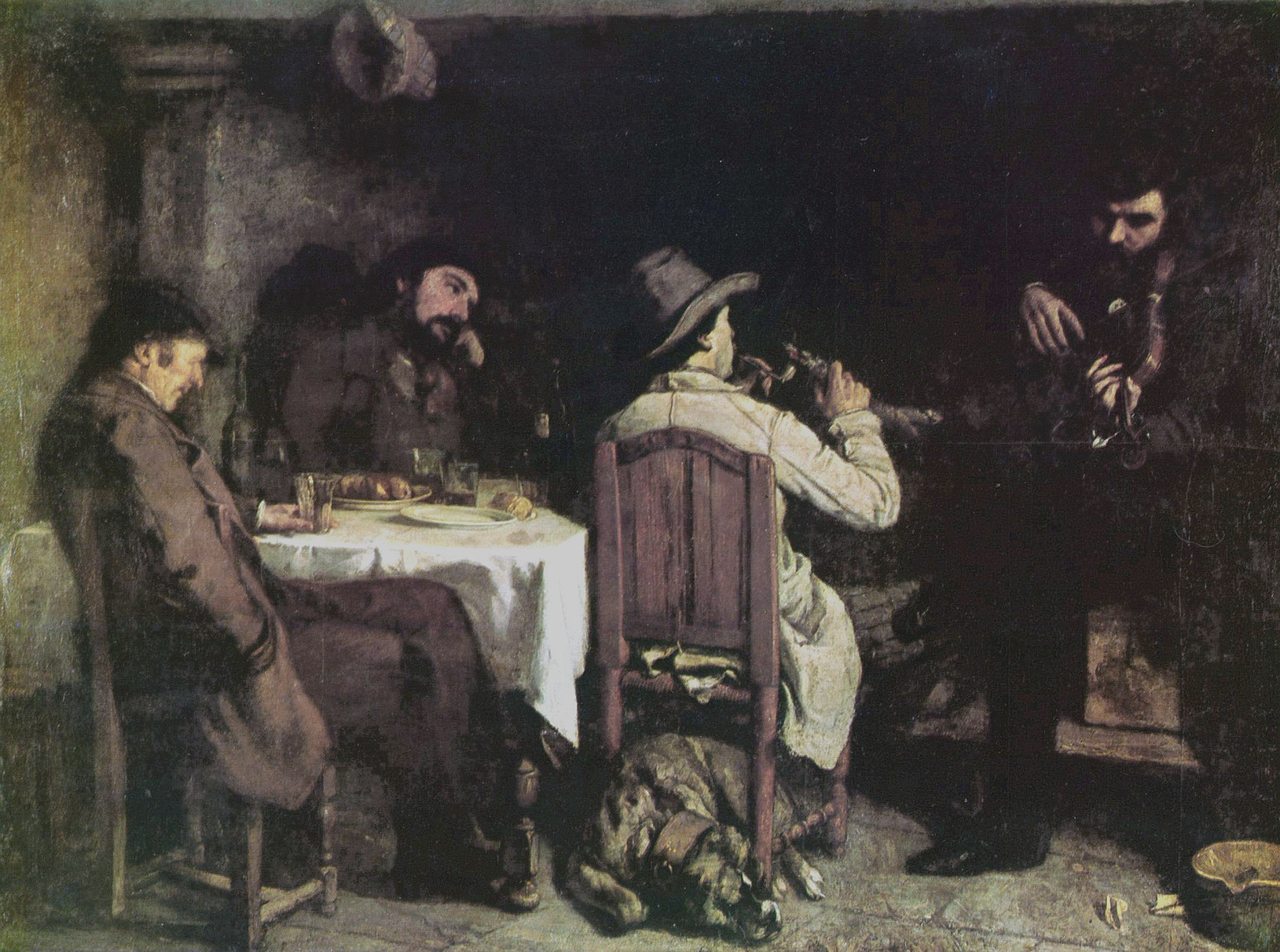
Gustave Courbet: Une après-dîner à Ornans (1849)
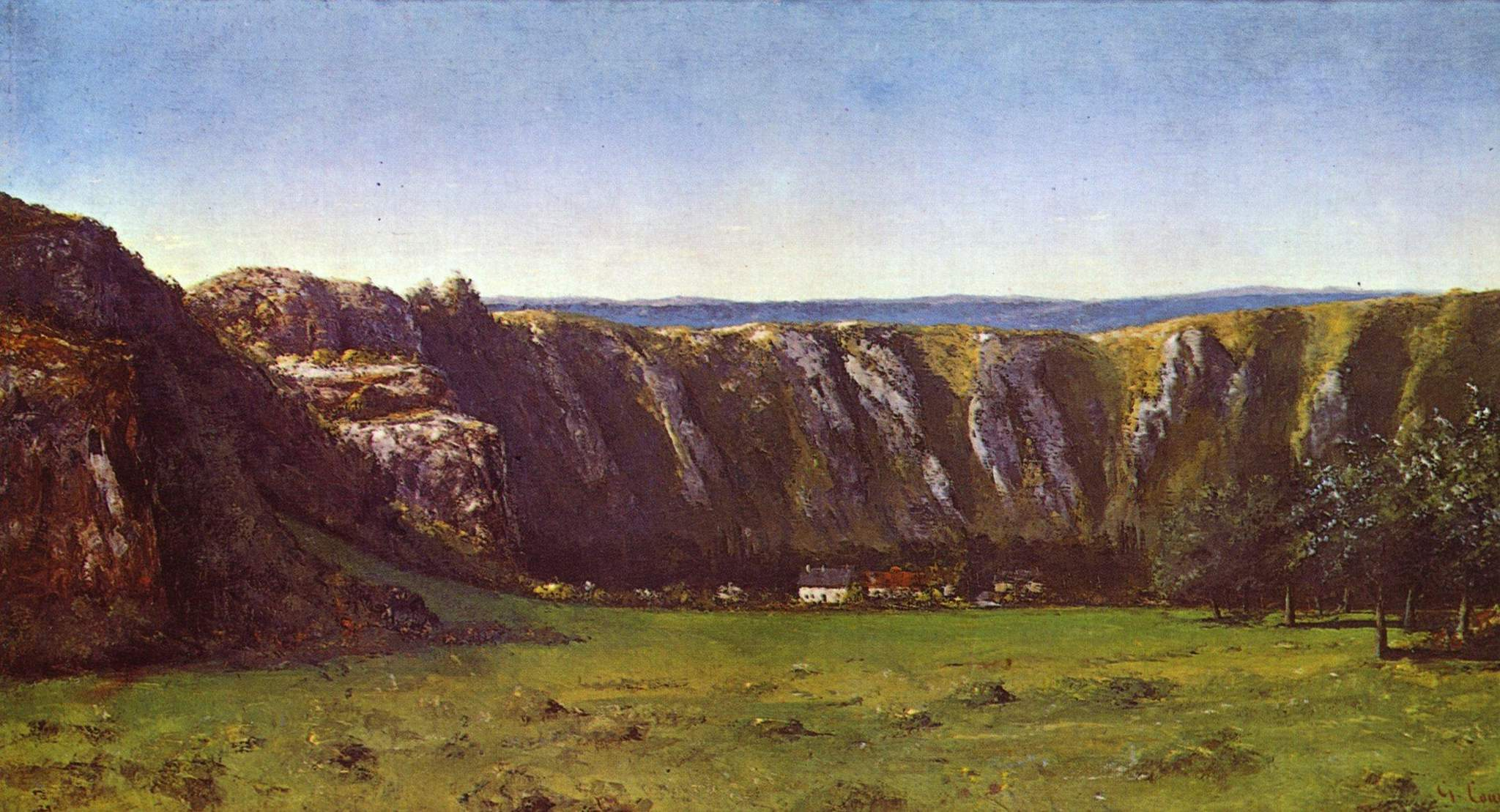
Gustave Courbet: La Roche de Dix Heures (1855)